# Асс, Виктор Евгеньевич
Виктор Евгеньевич Асс (28 февраля 1911, Санкт-Петербург — 28 ноября 1987, Москва) — советский архитектор и художник, заслуженный архитектор РСФСР (1975).

## Биография
Родился 28 февраля 1911 года в Санкт-Петербурге в семье Евгения Львовича (Зейлига Рахмиельевича) Асса — одного из первых отечественных специалистов по железобетонным конструкциям, и Раисы Давыдовны Плинер, уроженцев Ковно. По окончании в 1936 году архитектурного факультета Ленинградского института живописи, скульптуры и архитектуры поступил на работу в мастерскую архитектора Л. В. Руднева при НКО СССР. В дальнейшем вся трудовая деятельность В. Е. Асса была связана с работой в различных проектных организациях при Министерстве обороны СССР.
Принимал участие в Великой Отечественной войне в звании инженера-капитана, награждён орденом Отечественной войны II степени и медалью «За победу над Германией в Великой Отечественной войне 1941—1945 гг.». В 1972 году стал главным архитектором Звёздного городка.
Среди построек В. Е. Асса в Москве — здание Наркомата обороны на Фрунзенской набережной (совместно с Л. В. Рудневым, В. О. Мунцем и другими), жилой дом на Садовой-Кудринской улице, 28—30, санаторий Министерства обороны в Архангельском, центральный военный госпиталь в Красногорске, здание Дома Советов в Воронеже, гостиница для американских астронавтов на Байконуре, экспериментальный крупнопанельный дом на улице Маршала Соколовского (снесён), ряд лечебных корпусов в Крыму и на Кавказе. Автор серии крупнопанельных домов из керамзитобетона.
Являлся членом Союза архитекторов СССР (с 1936 года), членом правления МОСА. Участвовал в ряде выставок МОСА, в том числе пяти персональных, посвящённых архитектуре и живописи.
В 1978 году вышел на пенсию как персональный пенсионер республиканского значения. Жил в доме 28—30 по Садовой-Кудринской улице, в проектировании которого принимал участие. Умер 28 ноября 1987 года. Похоронен на Николо-Архангельском кладбище.

## Семья
Брат — архитектор Л. Е. Асс, сын — архитектор Е. В. Асс.